# USS LST-303
O USS LST-303 foi um navio de guerra norte-americano da classe LST que operou durante a Segunda Guerra Mundial.